# رايموندو فرنانديز-كيويستا
رايموندو فرنانديز-كيويستا هو كاتب عدل وقانوني ووزير ودبلوماسي وسياسي إسباني، ولد في 5 أكتوبر 1897 في مدريد في إسبانيا، وتوفي بنفس المكان في 9 يوليو 1992. نشط حزبياً في الكتائب الإسبانية لجمعيات الهجوم الوطني النقابي.

## مناصب
- انتخب وزير العدل  [لغات أخرى]‏.
- انتخب وزير الزراعة والثروة الحيوانية.
- انتخب عضو المحاكم الفرانكوية  [لغات أخرى]‏ خلال فترته النيابية ‏ (11 نوفمبر 1971 – 30 يونيو 1977).
- انتخب عضو المحاكم الفرانكوية  [لغات أخرى]‏ خلال فترته النيابية ‏ (6 نوفمبر 1967 – 12 نوفمبر 1971).
- انتخب عضو المحاكم الفرانكوية  [لغات أخرى]‏ خلال فترته النيابية ‏ (3 يوليو 1964 – 15 نوفمبر 1967).
- انتخب عضو المحاكم الفرانكوية  [لغات أخرى]‏ خلال فترته النيابية ‏ (31 مايو 1961 – 6 يونيو 1964).
- انتخب عضو المحاكم الفرانكوية  [لغات أخرى]‏ خلال فترته النيابية ‏ (16 مايو 1958 – 18 أبريل 1961).
- انتخب عضو المحاكم الفرانكوية  [لغات أخرى]‏ خلال فترته النيابية ‏ (14 مايو 1955 – 14 أبريل 1958).
- انتخب عضو المحاكم الفرانكوية  [لغات أخرى]‏ خلال فترته النيابية ‏ (14 مايو 1952 – 13 أبريل 1955).
- انتخب عضو المحاكم الفرانكوية  [لغات أخرى]‏ خلال فترته النيابية  [لغات أخرى]‏ (13 مايو 1949 – 5 أبريل 1952).
- انتخب عضو المحاكم الفرانكوية  [لغات أخرى]‏ خلال فترته النيابية ‏ (12 مايو 1946 – 6 أبريل 1949).
- انتخب عضو المحاكم الفرانكوية  [لغات أخرى]‏ خلال فترته النيابية  [لغات أخرى]‏ (16 مارس 1943 – 24 أبريل 1946).

## وصلات خارجية
- رايموندو فرنانديز-كيويستا على موقع مونزينجر (الألمانية)